# Бенгтшер
Бенгтшер (фін. Bengtskär) — найпівденніший населений острів Фінляндії. Розташований приблизно в 25 кілометрах на північний захід від півострова Ханко. Острів має площу близько двох гектарів і тільки невелика його частина вкрита рослинністю, решта — голий граніт. Дістатися острова можна поромом з села Каснес.
Головною визначною пам'яткою острова є найвищий у Скандинавії маяк висотою 46 метрів. У будівлі доглядача влаштований музей і невеликий готель для туристів.
26 липня 1941 року в ході радянсько-фінської війни радянські війська зробили спробу захопити Бенгтшер і підірвати маяк, проте фінський гарнізон острова зумів відбити напад. Обидві сторони втратили по кілька десятків людей, 28 радянських військових були взяті в полон. Маяк був пошкоджений, але не зруйнований.

## Природа
Тільки невелика частина острова покрита рослинністю, решта — голий граніт.
Фауна зокрема представлена амфібіями, комахами, а також кількома видами ссавців, такими як полівки і кажани. Через телескоп можна побачити сірих тюленів.
На острові велике різноманіття птахів, особливо під час весняного і осіннього перельоту. З 1970-х років тут було зафіксовано майже 200 видів перелітних птахів. Найпоширенішимим є гага звичайна і ластівка міська.

## Маяк
На острові розташований найвищий у Скандинавії маяк висотою 46 метрів. Маяк знаходиться у власності Фонду університету Турку. У будівлі маяка розташований музей, поштове відділення і невеликий готель. Щорічно острів відвідує близько 13 000-15 000 туристів. Відвідування відкрите щодня з червня по вересень.